# Glasgow Tower
La Glasgow Tower è una torre panoramica situata sulla riva meridionale del fiume Clyde a Glasgow e fa parte del Glasgow Science Centre. È entrata nel Guinness dei primati per essere la torre più alta al mondo in grado di ruotare interamente su se stessa di 360°. Dopo essere stata chiusa per un lungo periodo, è stata riaperta al pubblico nel luglio 2014.

## Storia
La torre è stata afflitta da problemi strutturali e di sicurezza sin dall'inizio. Alcuni problemi con il cuscinetto reggispinta sul quale ruota hanno causato la chiusura della torre tra febbraio 2002 e agosto 2004. Il 30 gennaio 2005 dieci persone sono rimaste intrappolate nell'acensore e ci sono volute più di cinque ore per liberarle. Dopo l'incidente la torre è rimasta chiusa fino al 20 dicembre 2006.
Nell'agosto 2010 la torre è stata nuovamente chiusa per problemi tecnici dovuti a errori di progettazione.
L'edificio è stato riaperto al pubblico nel luglio 2014 con nuove caratteristiche di sicurezza e nuovi interni. Dopo soli tre mesi si è sviluppato un piccolo incendio per un guasto elettrico, senza tuttavia causare feriti. Il cuscinetto a rulli è stato rimpiazzato con un giunto sferico, ma da quel momento la capacità di ruotare della torre è limitata a poche rotazioni alla settimana. La torre viene aperta durante i mesi estivi (da aprile a ottobre) e il pubblico può accedere al piano panoramico quando la velocità del vento non supera i 10 metri al secondo.

## Caratteristiche

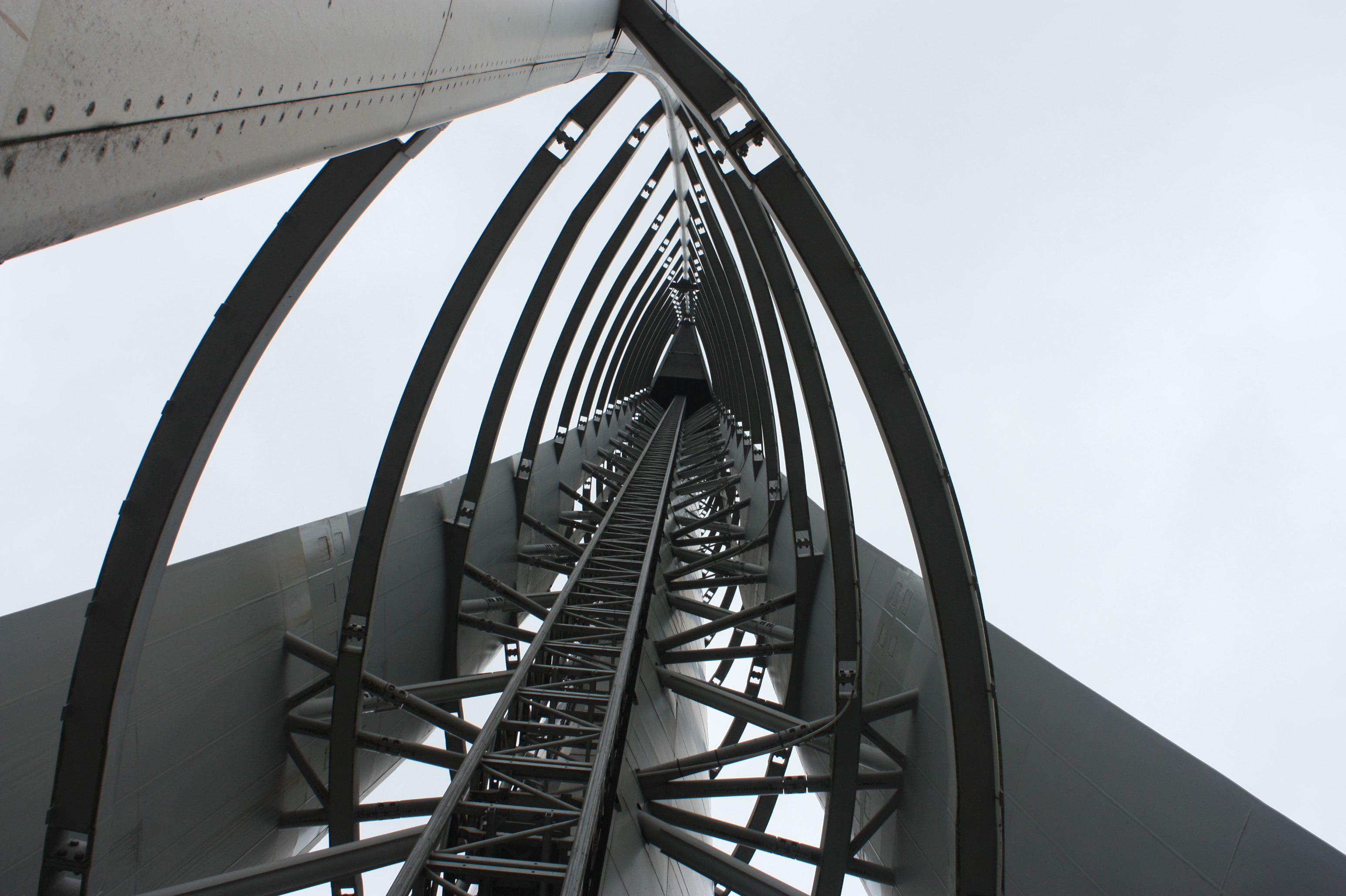
La torre vista dall'interno della base.

Con un'altezza di 127 metri, è la torre più alta della Scozia e la struttura più alta di Glasgow. La sua intera struttura è in grado di ruotare di 360°, cosa che le ha garantito un posto nel Guinness dei primati. La rotazione è controllata da computer ed è pensata per migliorare la resistenza della torre in caso di forti venti. Sono presenti due ascensori e una scala di emergenza con 523 scalini.
Ha la forma di un profilo alare (come se l'ala di un aereo fosse piantata nel terreno verticalmente), ed è ruotata con dei motori controllati via computer per ridurre la resistenza aerodinamica e aumentare la stabilità sfruttando le forze aerodinamiche (il vento che scorre sull'edificio genera due forze uguali sui due lati del profilo, aumentandone la stabilità verticale). Il progetto della torre, la quale era inizialmente chiamata Millennium Tower, è il risultato di una competizione internazionale per progettare una torre per il centro di Glasgow. Il progetto architettonico è dell'architetto Richard Horden, mentre della parte ingegneristica si è occupato lo studio BuroHappold, tuttavia in seguito il progetto è stato ripreso dallo studio di architettura di Glasgow BDP. Il costo totale della torre è stato di circa 10 milioni di sterline. La città di Glasgow ha citato in giudizio la ditta costruttrice Carillion per questioni legate alla qualità del lavoro, vincendo la causa.